# 49-я танковая бригада
49-я танковая Краснознаменная бригада — танковая бригада Красной армии в годы Великой Отечественной войны.
Сокращённое наименование — 49 тбр.

## Формирование и организация
Бригада начала формироваться в Северо-Кавказском ВО на основании приказа СКВО № 0203 от 11.09.1941 г. с местом дислокации ст. Обливская Ростовской области.
В марте 1942 г. отправлено 20 Т-34 производства СТЗ. Бригада сформирована 10 апреля 1942 г.
Директивой Зам. НКО № 724218сс от 31.03.1942 г. формирование бригады было окончено.
4 апреля 1942 г. бригада убыла в район Липецка на Брянский фронт, где 9 апреля 1942 г. была включена в состав 1-го танкового корпуса. С апреля 1942 г. вела боевые действия в полосе 13-й и 28-й армией в районе Воронежа. С 21 августа 1942 г. выведена из состава 1-го танкового корпуса на доукомлектование в Резерв Ставки ВГК.
20 сентября 1942 г. бригада включена в 3-й механизированный корпус и переведена на штаты № 010/240-010/248 от 06.09.1942 г.
С 3 октября 1942 г. бригада в составе 3-го механизированного корпуса передислоцирована в район г. Белый, где вошла в подчинение 22-й армии Калининского фронта. С 3 февраля 1943 г. бригада в составе3-го механизированного корпуса выведена в резерв Ставки ВГК, где вошла в состав 1-й танковой армии.
В марте 1943 г. бригада была пополнена 11 танками из состава танковой колонны «Комсомолец Забайкалья».
С 25 мартя 1943 г. бригада в составе 3-го механизированного корпуса 1-й танковой армии в районе Ивня подчинена Воронежскому фронту. С 13 сентября 1943 г. бригада в составе 3-го механизированного корпуса в районе Сумы выведена в резерв Ставки ВГК.
Приказом НКО № 306 от 23.10.1943 г. бригада преобразована в 64-ю гв. танковую бригаду.

## Боевой и численный состав
Бригада формировалась по штатам № 010/75-010/83, 010/87 от 13.09.1941 г.:
- Управление бригады [штат № 010/75]
- Рота управления [штат № 010/76]
- Разведывательная рота [штат № 010/77]
- 49-й танковый полк [штат № 010/87] — два батальона
- Моторизованный стрелково-пулеметный батальон [штат № 010/79]
- Зенитный дивизион [штат № 010/80]
- Ремонтно-восстановительная рота [штат № 010/81]
- Автотранспортная рота [штат № 010/82]
- Медико-санитарный взвод [штат № 010/83]

Директивой НКО № 723491 от 15.02.1942 г. переведена на штаты № 010/345-010/352:
- Управление бригады [штат № 010/345]
- 49-й отд. танковый батальон [штат № 010/346]
- 253-й отд. танковый батальон [штат № 010/346]
- Моторизованный стрелковый батальон [штат № 010/347]
- Истребительно-противотанковая артиллерийская батарея [штат № 010/348]
- Зенитная батарея [штат № 010/349] Рота управления [штат № 010/350]
- Рота технического обеспечения [штат № 010/351]
- Медико-санитарный взвод [штат № 010/352]

Директивой НКО № 1104418 от 19.09.1942 г. бригада переведена на штаты № 010/240-010/248 от 06.09.1942 г.:
- Управление бригады [штат № 010/240]
- 49-й отд. танковый батальон [штат № 010/241]
- 253-й отд. танковый батальон [штат № 010/242]
- Моторизованный стрелково-пулеметный батальон [штат № 010/243]
- Истребительно-противотанковая артиллерийская батарея [штат № 010/244]
- Рота управления [штат № 010/245]
- Рота технического обеспечения [штат № 010/246]
- Медико-санитарный взвод [штат № 010/247]
- Зенитная батарея [штат № 010/248]

В январе 1943 г. уже была штатах № 010/270-010/277 от 31.07.1942 г.:
- Управление бригады [штат № 010/270]
- 49-й отд. танковый батальон [штат № 010/271]
- 253-й отд. танковый батальон [штат № 010/272]
- Мотострелково-пулеметный батальон [штат № 010/273]
- Истребительно-противотанковая батарея [штат № 010/274]
- Рота управления [штат № 010/275]
- Рота технического обеспечения [штат № 010/276]
- Медико-санитарный взвод [штат № 010/277]

## Подчинение
Периоды вхождения в состав Действующей армии:
- с 10.04.1942 по 20.08.1942 года.
- с 15.10.1942 по 01.02.1943 года.
- с 15.02.1943 по 12.03.1943 года.
- с 28.04.1943 по 10.09.1943 года.

| Дата            | Фронт (округ)                   | Армия              | Корпус                      | Дивизия | Бригада | Примечания |
| --------------- | ------------------------------- | ------------------ | --------------------------- | ------- | ------- | ---------- |
| 01.10.1941 года | Северо-кавказский военный округ |                    |                             |         |         |            |
| 01.11.1941 года | РВГК                            |                    |                             |         |         |            |
| 01.12.1941 года | Сталинградский военный округ    |                    |                             |         |         |            |
| 01.01.1942 года | Сталинградский военный округ    |                    |                             |         |         |            |
| 01.02.1942 года | Сталинградский военный округ    |                    |                             |         |         |            |
| 01.03.1942 года | Сталинградский военный округ    |                    |                             |         |         |            |
| 01.04.1942 года | Сталинградский военный округ    |                    |                             |         |         |            |
| 01.05.1942 года | Брянский фронт                  |                    | 1-й танковый корпус         |         |         |            |
| 01.06.1942 года | Брянский фронт                  |                    | 1-й танковый корпус         |         |         |            |
| 01.07.1942 года | Брянский фронт                  |                    | 1-й танковый корпус         |         |         |            |
| 01.08.1942 года | Брянский фронт                  |                    | 1-й танковый корпус         |         |         |            |
| 01.09.1942 года | РВГК                            | 5-я танковая армия | 1-й танковый корпус         |         |         |            |
| 01.10.1942 года | Московский военный округ        |                    | 3-й механизированный корпус |         |         |            |
| 01.11.1942 года | Калининский фронт               | 22-я армия         | 3-й механизированный корпус |         |         |            |
| 01.12.1942 года | Калининский фронт               | 22-я армия         | 3-й механизированный корпус |         |         |            |
| 01.01.1943 года | Калининский фронт               | 22-я армия         | 3-й механизированный корпус |         |         |            |
| 01.02.1943 года | Калининский фронт               | 22-я армия         | 3-й механизированный корпус |         |         |            |
| 01.03.1943 года | Северо-западный фронт           | 1-я танковая армия | 3-й механизированный корпус |         |         |            |
| 01.04.1943 года | РВГК                            | 1-я танковая армия | 3-й механизированный корпус |         |         |            |
| 01.05.1943 года | Воронежский фронт               | 1-я танковая армия | 3-й механизированный корпус |         |         |            |
| 01.06.1943 года | Воронежский фронт               | 1-я танковая армия | 3-й механизированный корпус |         |         |            |
| 01.07.1943 года | Воронежский фронт               | 1-я танковая армия | 3-й механизированный корпус |         |         |            |
| 01.08.1943 года | Воронежский фронт               | 1-я танковая армия | 3-й механизированный корпус |         |         |            |
| 01.09.1943 года | Воронежский фронт               | 1-я танковая армия | 3-й механизированный корпус |         |         |            |
| 01.10.1943 года | РВГК                            | 1-я танковая армия | 3-й механизированный корпус |         |         |            |

## Командиры

### Командиры бригады
- Попов Леонид Васильевич, батальонный комиссар, врио. 00.09.1941 — 00.12.1941 года
- Черниенко Дмитрий Хрисанфович, полковник, 24.12.1941 — 00.09.1942 года.[1]
- Горелов Владимир Михайлович, подполковник, врио. 30.06.1942 — 00.09.1942 года.
- Черниенко Дмитрий Хрисанфович, полковник. 00.09.1942 — 28.05.1943 года.
- Бурда Александр Фёдорович, подполковник, ид, 28.05.1943 — 11.07.1943 года.[2]
- Бурда Александр Фёдорович, подполковник, 11.07.1943 — 23.10.1943 года.

### Начальники штаба бригады
- Завгородний Владимир Степанович, майор, ид, 09.01.1942 — 06.04.1942 года.
- Завгородний Владимир Степанович, майор, с 20.06.1942 подполковник (06.07.1942 погиб в бою) 06.04.1942 — 06.07.1942 года.[3]
- Лебедев Николай Иванович, майор, с 09.03.1943 подполковник, 30.07.1942 — 23.10.1943 года.[4]

### Заместитель командира бригады по строевой части
- Юдин Павел Алексеевич, полковник, 28.12.1941 — 00.02.1942 года.
- Горелов Владимир Михайлович, подполковник, 06.05.1942 — 18.09.1942 года.
- Гусев Василий Георгиевич, подполковник (убыл на учебу) 17.08.1942 — 00. 12.1942 года.
- Зудов Леонид Алексеевич, майор, ид, 00.06.1943 — 23.10.1943 года.

### Начальник политотдела, заместитель командира по политической части
- Кузнецов Михаил Алексеевич, старший батальонный комиссар, с 17.11.1942 подполковник, 28.12.1941 — 20.02.1943 года.
- Бронников Поликарп Яковлевич, майор, 04.03.1943 — 16.06.1943 года.
- Боряский Александр Семенович, полковник, 16.06.1943 — 23.10.1943 года.

## Награды и наименования
| Награда, наименование  | Документ о награждении             | За что получена                                                                                 |
| ---------------------- | ---------------------------------- | ----------------------------------------------------------------------------------------------- |
| Орден Красного Знамени | Приказ ВС СССР от 01.09.1944 года. | За образцовое выполнение заданий командования в боях и проявленные при этом доблесть и мужество |